# Ramón de los Santos
Ramón de los Santos Genero (19 de enero de 1949 - 29 de noviembre de 2015) fue un lanzador zurdo dominicano que jugó en las Grandes Ligas de Béisbol. Firmó como amateur con los Astros de Houston el 9 de abril de 1972 y jugó para ellos en 1974.
De los Santos fue llamado a Houston en agosto de 1974 después de una temporada dominando a los bateadores de Doble-A en la Southern League. Lanzó en 42 partidos para los Columbus Astros, ponchó a 73 bateadores en 76 entradas y sólo permitió 11 carreras limpias. Se fue de 7-4 con un efectividad de 1.30.
El 21 de agosto de 1974, de los Santos hizo su debut en Grandes Ligas como relevista contra los Mets de Nueva York en el Astrodome. Retiró al primer bateador que enfrentó, el jardinero derecho Rusty Staub, luego ponchó al primera base John Milner para terminar la entrada 6. En 2.2 innings esa noche, permitió dos imparables, tres bases por bolas y dos carreras sucias, y los Astros perdieron 10-2.
De los Santos ganó su primer y único partido de Grandes Ligas una semana después en el Shea Stadium. Retiró al campocorto de los Mets Bud Harrelson, el último bateador en la parte baja de la novena entrada, y luego su compañero de equipo Cliff Johnson bateó un jonrón en la parte alta de la décima entrada para ganar el juego 3-2.
En 12 juegos tuvo marca de 1-1 y 5 juegos terminados. En 12.1 entradas lanzadas cedió 3 carreras limpias para una efectividad de 2.19.
En 1975, de los Santos lanzó en ambas Triple-A y Doble-A, y fue drafteado por la organización de los Cardenales de San Luis después de la temporada (9 de diciembre), pero nunca más apareció en un juego de grandes ligas.

## Liga Dominicana
En la Liga Dominicana lanzó durante 18 temporadas con los Leones del Escogido, Estrellas Orientales y Tigres del Licey.
En su carrera compiló marca de 28 victorias, 19 derrotas, 35 juegos salvados y efectividad de 3.34. Laboró en 487.2 episodios, con 181 carreras limpias, 439 hits permitidos. Era conocido como "Pintacora".